# Georges Bonnefoy-Sibour
Georges Bonnefoy-Sibour (* 28. September 1849 in Pont-Saint-Esprit; † 10. Juli 1918 in Neuilly-sur-Seine) war ein französischer Politiker. Er war von 1889 bis 1893 Mitglied der Nationalversammlung und von 1894 bis 1918 Mitglied des Senats.
Bonnefoy-Sibour entstammte einer alten republikanischen Familie. Sein Großvater und sein Vater Jacques waren beide Bürgermeister von Pont-Saint-Esprit. Georges war Winzer und Vorsitzender einer Gesellschaft zur gegenseitigen Unterstützung der Winzer. Während des Deutsch-Französischen Krieges war er Hauptmann der Eingezogenen aus dem Département Gard. Als er 1877 in den Generalrat des Départements einzog, war er bereits zuvor Bürgermeister von Pont-Saint-Esprit gewesen. Nach zwei Fehlversuchen 1879 und im Februar 1889 gelang ihm im Oktober 1889 der Einzug in die Nationalversammlung. 1893 scheiterte er an der Wiederwahl, konnte aber im folgenden Jahr einen Sitz im Senat erringen. 1903 und 1912 wurde er wiedergewählt. Im Senat hielt er 1906 einen Bericht zur Dreyfus-Affäre. 1918 starb er während der Legislaturperiode nach kurzer Krankheit.